# Chanu (Orne)
Chanu ist eine französische Gemeinde mit 1.248 Einwohnern (Stand: 1. Januar 2022) im Département Orne in der Region Normandie. Sie gehört zum Arrondissement Argentan und ist Teil des Kantons Domfront en Poiraie (bis 2015: Kanton Tinchebray). Die Einwohner werden Chanusiens genannt.

## Geographie
Chanu liegt etwa sieben Kilometer westsüdwestlich von Flers. Umgeben wird Chanu von den Nachbargemeinden Landisacq im Norden, Saint-Paul im Osten und Nordosten, La Chapelle-Biche im Osten und Südosten, Saint-Clair-de-Halouze im Südosten sowie Tinchebray-Bocage im Süden und Westen.

## Bevölkerungsentwicklung
| Jahr                      | 1962 | 1968 | 1975 | 1982 | 1990 | 1999 | 2006 | 2013 |
| Einwohner                 | 1135 | 1147 | 1141 | 1237 | 1189 | 1206 | 1268 | 1277 |
| Quelle: Cassini und INSEE |      |      |      |      |      |      |      |      |

## Sehenswürdigkeiten
- Kirche Saint-Martin aus dem 19. Jahrhundert

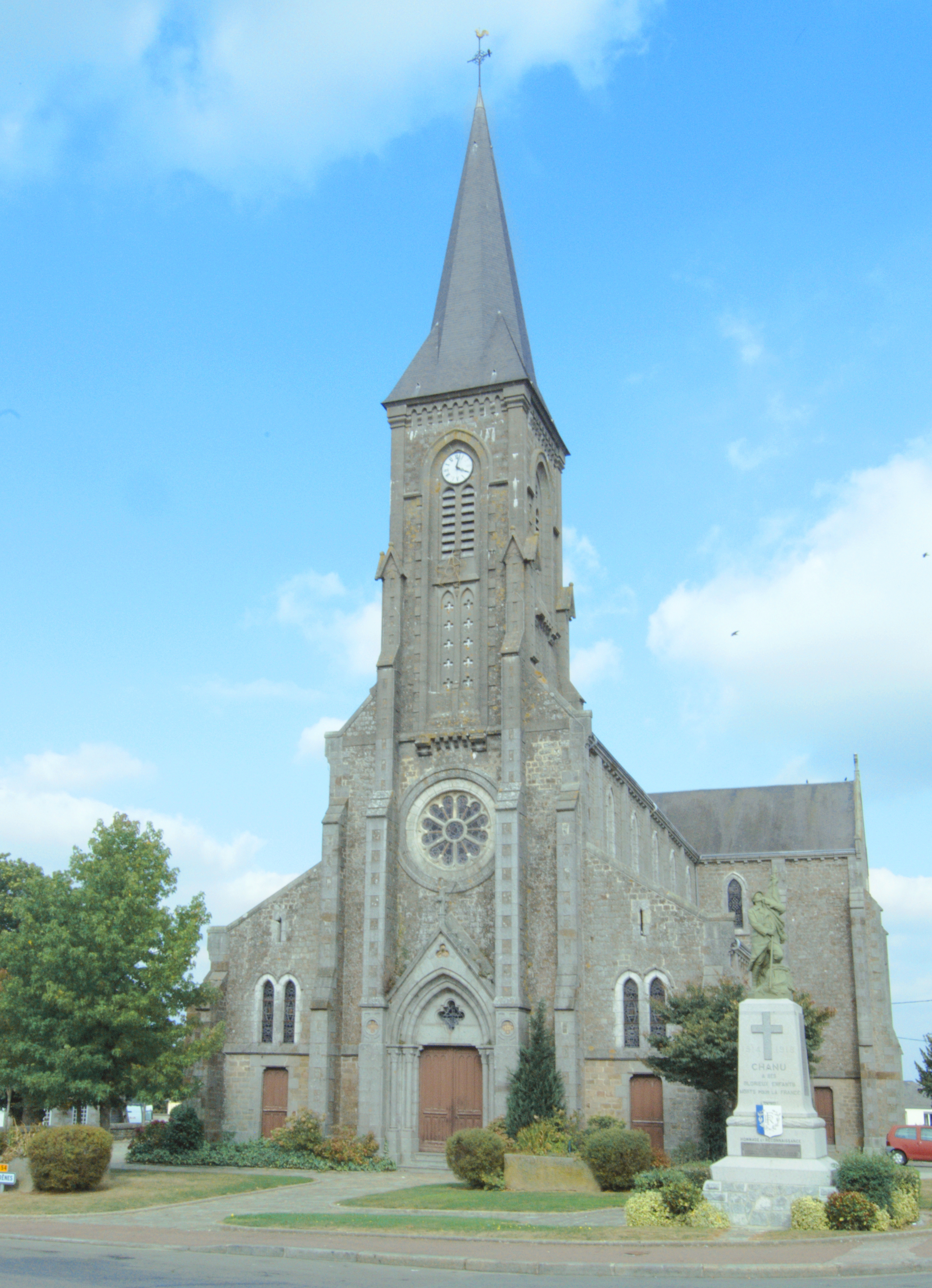
Kirche Saint-Martin

- Mühle von Les Brousses